# Sieversdorf (Jacobsdorf)
Sieversdorf ist ein Ortsteil der Gemeinde Jacobsdorf (Mark) südöstlich von Berlin im Landkreis Oder-Spree in Brandenburg.

## Geografie

### Gemeindegliederung
Sieversdorf ist rechtswirksam mit dem 26. Oktober 2003 Ortsteil von Jacobsdorf (Mark). Der Ort hat einen eigenen Ortsbürgermeister.

## Geschichte

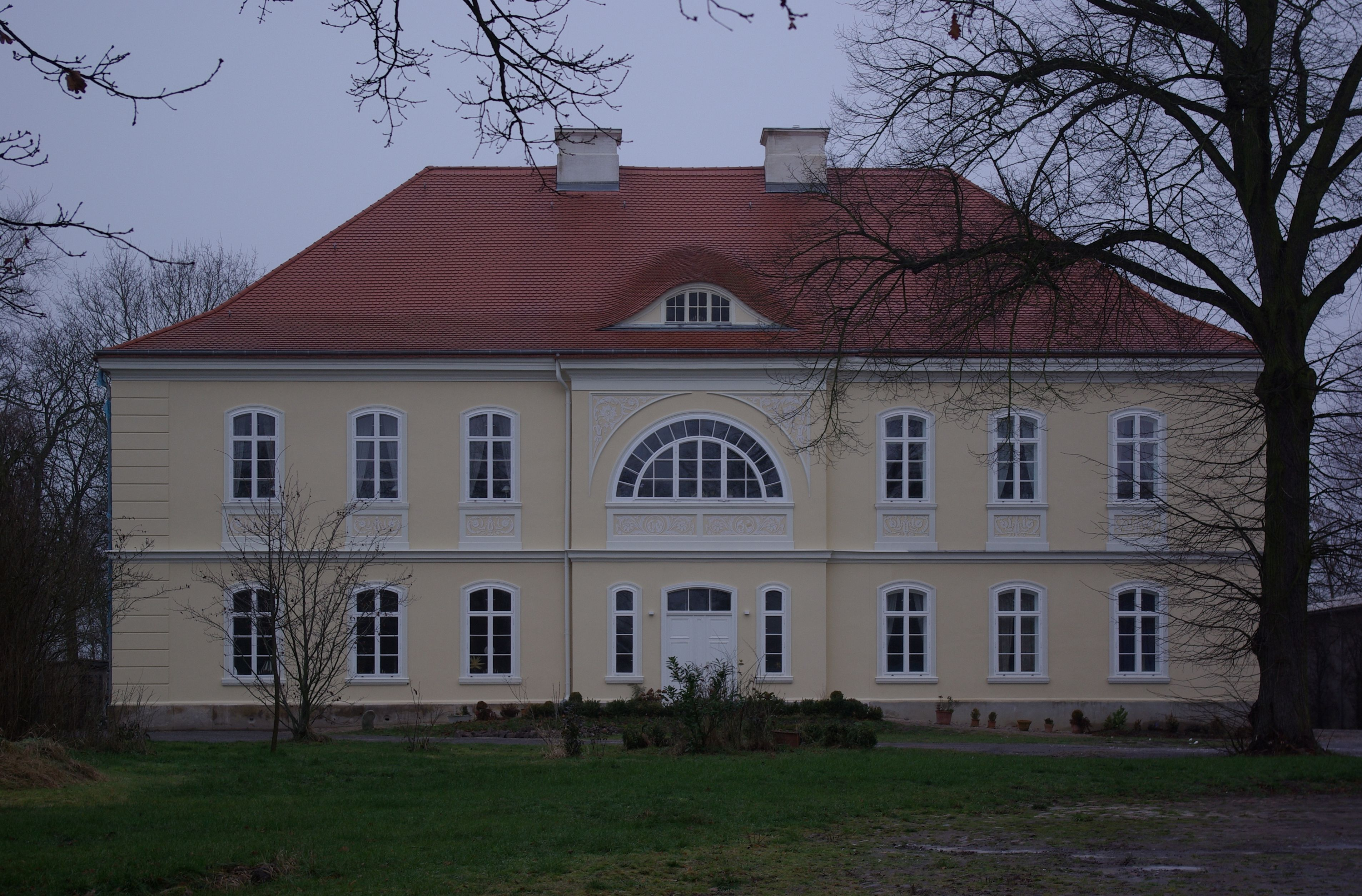
Gutshaus Sieversdorf

Der Name „sifridstorff“ findet sich bereits in einer Urkunde vom 3. Juli 1353, als „Claus sifridstorff“ neben anderen Mitgliedern der Schlächtergilde zu Frankfurt (Oder) erwähnt wurde. Im Jahre 1393 wurde der Ort „Syuerstorp“ in einer Urkunde erwähnt, welche Heinrich von Strantz auf Sieversdorf belehnte. Die Familie von Strantz war ebenfalls zu Petersdorf und Petershagen begütert. Sieversdorf, später auch Sifritzdorf genannt, war ein Dorf mit Rittersitz, Kirche, Pfarre und Schule, und hatte ursprünglich vierundsechzig Hufen. Es blieb in Familienbesitz bis 1777, dann verkaufte der Königliche Major Bogislaw Ehrentreich Wilhelm von Strantz, mangels Erben, Sieversdorf an den Königlichen Geheimen Rath Ludwig von la Motte. Dieser behielt das Dorf nur kurz, 1782 erwarb die Familie von Rohr den Ort und nach dem Tode des Herrn von Rohr gelangte er 1789 in den Besitz des Königlichen Oberamtmanns Philipp Heinrich Karbe (1743–1799), Pächter der Königlichen Domänen Chorin und Gramzow. Nach dem Tod des Oberamtmanns 1799 wurde vormundschaftlich verwaltet, 1809 wurde sein Sohn Friedrich Ernst Leopold Karbe Erbherr auf Sieversdorf. Nach seinem Tod 1857 erbte sein ältester Sohn Carl Friedrich Ferdinand Leopold Karbe, ihm sind vermutlich die Umbauten im Schloss und die Neugestaltung des Parks zuzuschreiben. Nach dem 1879 erstmals publizierten Generaladressbuch der Rittergutsbesitzer von Preußen besaß Karbe eine Fläche von 786,25 ha. Man betrieb auch eine Brennerei.
Karl Julius Wilhelm Ewald von Stünzner-Karbe auf Sieversdorf (1872–1934) war seit 1894 der Rittergutsbesitzer, da sein Onkel, der Abgeordnete für den Preußischen Landtag, Ferdinand Karbe (* 22. Februar 1825 in Clauswalde; † 11. März 1891 in Berlin), Besitzer der Rittergüter Clauswalde und Sieversdorf, unverheiratet und kinderlos starb. Als Erben wurden die Kinder seines Schwagers Benno Karl Ewald von Stünzner eingesetzt, bis hin zum Enkel Peter von Stünzner-Karbe, verheiratet mit Brigitta Schulz von Heinersdorf. Im Zeitraum der großen Wirtschaftskrise 1929/1930 beinhaltete das Rittergut Sieversdorf des Ritterschaftsrates und Rittmeisters d. R. a. D. Carl von Stünzner-Karbe genau 926 ha, davon 320 ha Wald. Betrieben wurde eine sehr große Schafsviehwirtschaft, Gesamtverwalter war Hans Splinter.
Eine weitere Umgestaltung des Gartens wurde 1944 von den Nachkommen angestrebt und der Gärtner Georg Potente am 10. März 1944 zur Gartenberatung eingeladen, zum Aufmaß Ende November und zur Entwurfszeichnung Anfang Dezember 1944 kam es noch, die Ausführung wurde durch die Umstände des Zweiten Weltkrieges und die folgende Enteignung verhindert.

## Sehenswürdigkeiten
- Dorfkirche Sieversdorf: mittelalterliche Feldsteinkirche aus dem 12./13. Jahrhundert

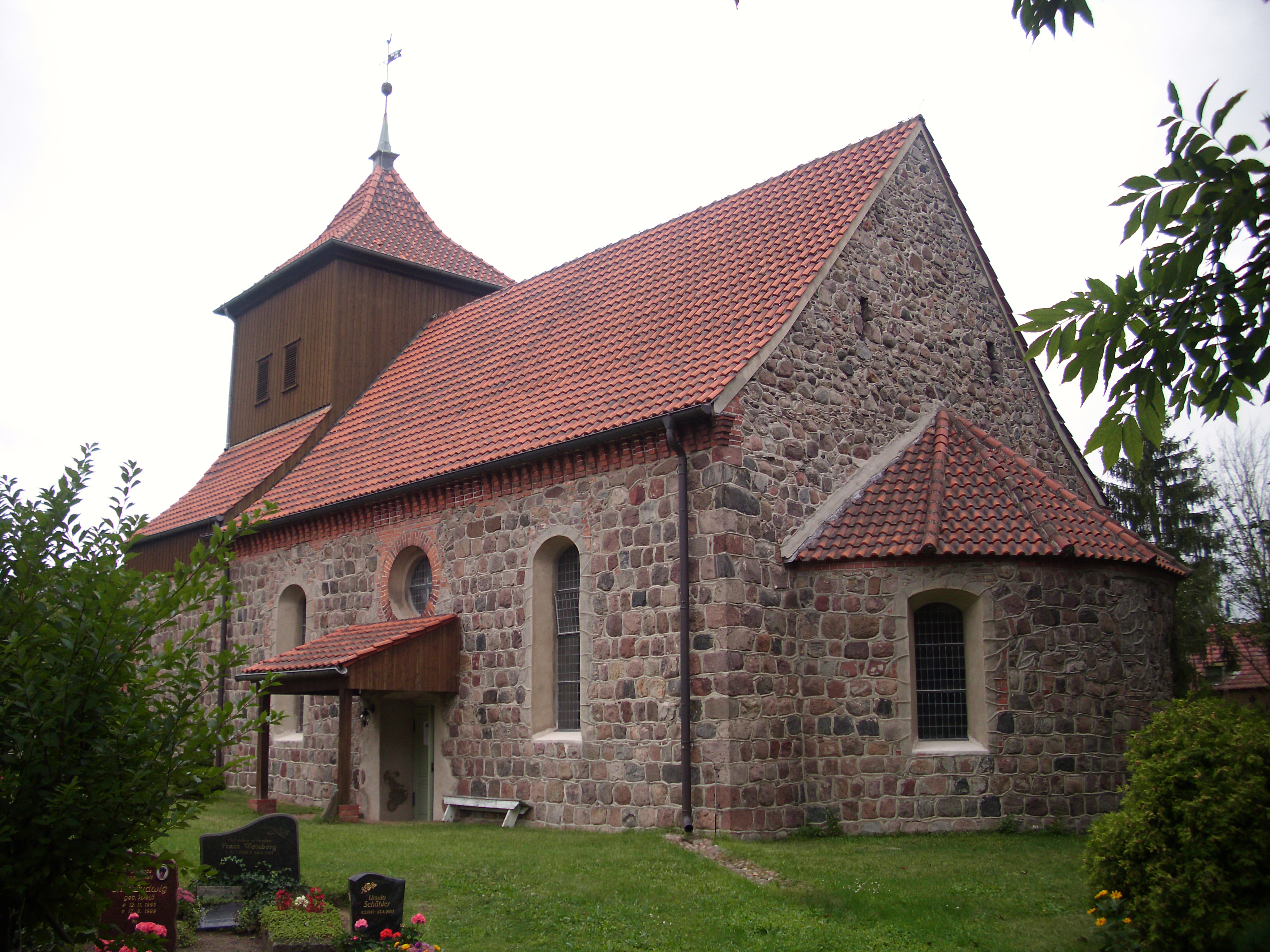
Kirche Sieversdorf

- Orgelwerkstatt Scheffler
- Keramikhof Gomille, Kunstgewerbe
- Firma GOLEM
 Die Firmengründer der Firma Golem sind Tomas Grzimek (* 1948), Keramiker und seine Ehefrau, Sabine Heller, eine ausgebildete Bildhauerin. Grzimek, Sohn des Bildhauers Waldemar Grzimek (1918–1984), erlernte sein Handwerk noch in der DDR, die Töpferlehre absolvierte er bei Hedwig Bollhagen, ehe er Bildhauerei mit dem Schwerpunkt Keramik an der Kunsthochschule Berlin-Weißensee studierte. Beide gründeten die Firma GOLEM-Kunst und Baukeramik GmbH, eine Manufakturwerkstatt, welche Baukeramik und Fliesen vor allem zur Restauration herstellt. Bekannt wurde die Manufaktur durch die Sanierung der Hackeschen Höfe in Berlin, für die in Sieversdorf die Fassadenfliesen hergestellt wurden. Die Besonderheit des Unternehmens besteht in der Reproduktion der historischen Vorlagen für den Denkmalschutz. Es werden Mischungen und Maltechniken entwickelt, dann Probebrände der handbemalten Keramiken durchgeführt, bis ein möglichst identisches Aussehen erzielt wird, diese werden anschließend in die bestehenden Flächen eingefügt.[12] Diese Reproduktionen finden sich unter anderem an der Terrakottafassade des Schweriner Schlosses,[13] am Holstentor in Lübeck, neu entstanden sind die Adler der Alten Kommandantur Unter den Linden in Berlin,  Formziegel und Steinzeugfliesen für den Jüdischen Friedhof in Berlin-Weißensee oder auch für den Platz vor der Kirche Sankt Jacobi in Den Haag.[14] Eine weitere Spezialität ist die Herstellung von Fliesen nach den Entwürfen verschiedener Künstler, unter anderem die seiner Schwester Sabina Grzimek (* 1942). Im Jahre 2010 wurde die Sanierung des Hoffmannschen Ringofens auf dem Betriebsgelände der Zweigstelle im Bad Freienwalder Ortsteil Altglietzen begonnen, der Ringofen wurde 1878 gebaut und arbeitete bis 1986. Das Geld kommt aus den Förderprogrammen Integrierte Ländliche Entwicklung (ILE) und LEADER der Europäischen Union sowie vom Jobcenter.[15] Museumsbesucher können dann in Verbindung mit einer Ausstellung den Ofen und die Produktion betrachten, eine Brennkammer des Ofens wird dazu für den Schau- und Lehrbrand hergerichtet. In der Ziegelei selbst werden Handstrichziegel zur Sanierung historischer Bauwerke[16] hergestellt, dabei kommen Strangpressen zum Einsatz. Zu den verschiedenen Ziegeln gehören auch Steine im Klosterformat (etwa 285 × 135 × 100 mm),[17] die nach einer zwei- bis dreiwöchigen Trockenzeit 80 Stunden bei über 1000 °C gebrannt werden. Im Sieversdorfer Firmensitz in den ehemaligen Ställen des Gutshofes werden regelmäßig Führungen[18] veranstaltet, bei welchen die Besucher über den aufwändigen Herstellungsprozess der Produkte informiert werden.

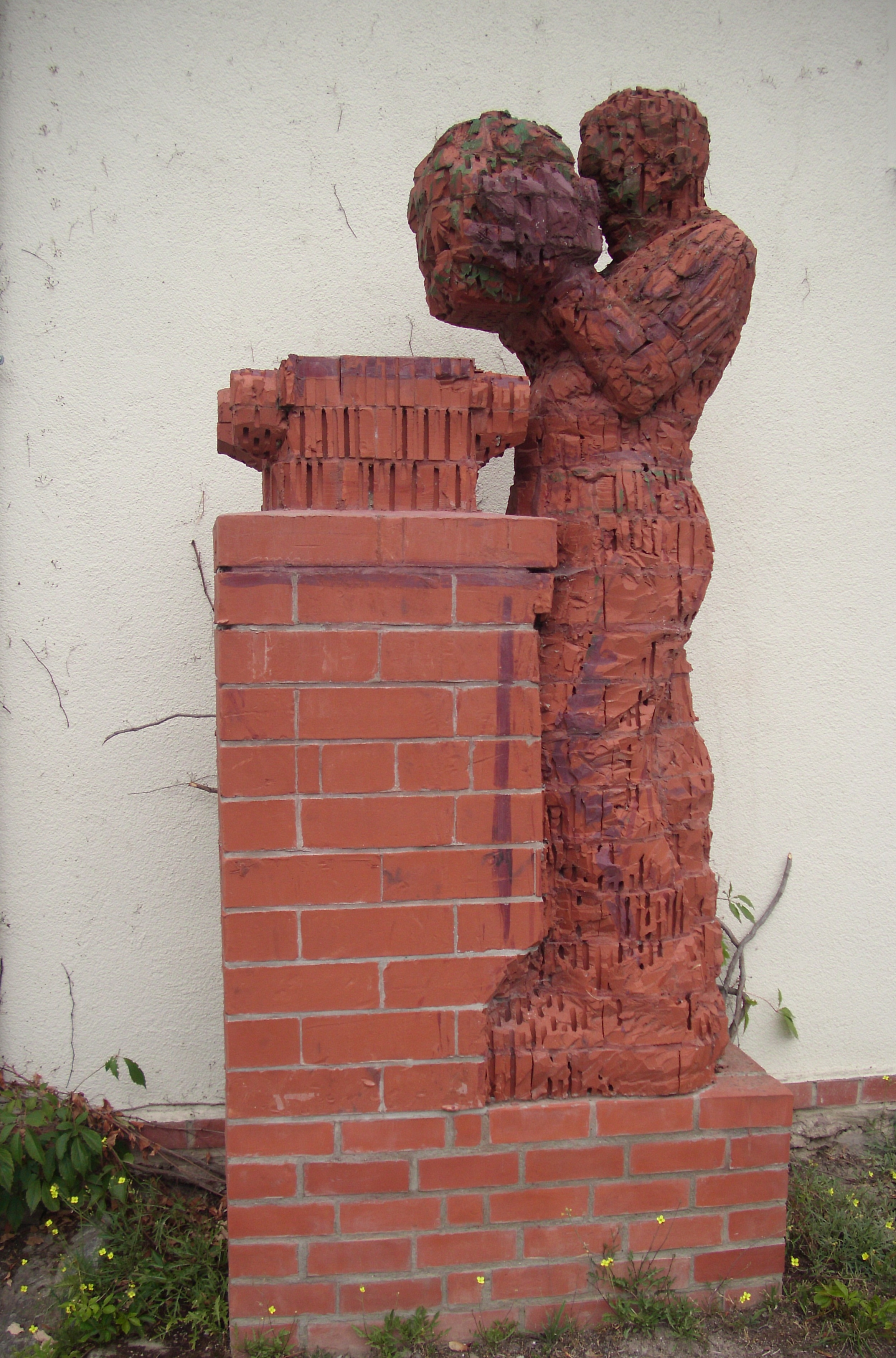
Golem vor der Werkstatt

- Gutshaus

Der rechteckige, zweigeschossige Putzbau mit Mittelrisalit und neun Achsen, erbaut 1689, war 250 Jahre lang Mittelpunkt des Gutsbetriebes. Ausgestattet mit barocken Stuckdecken, welche der Familie Simonetti zugeschrieben werden, Saal im ersten Stock und barockem Kaminaufsatz, wurde es im 19. Jahrhundert unter Friedrich Ernst Leopold Karbe teilweise um- und ausgebaut. Das große Halbmondfenster in der Mitte des Gebäudes ist Folge des Zeitgeschmacks Gillys, des Vorgängers von Schinkel. Ein Flügel des Hauses enthielt die Schwarze Küche, darüber Gästezimmer und einen Alterssitz der Familie. Seit 1894 im Besitz des Neffen von Ferdinand Karbe (1825–1891), Karl von Stünzner-Karbe, wurde der Betrieb 1945 im Zuge der Bodenreform enteignet und das Gutshaus 1947/1948 zur Hälfte abgetragen. 1993 konnte die Familie von Stünzner-Karbe das Objekt zurück erwerben und sanieren. Die abgerissenen drei Achsen wurden wieder errichtet sowie Dach, Barocksaal und Treppenaufgang renoviert. Bereits seit 1994 finden im Barocksaal regelmäßig Konzerte mit bekannten Künstlern, veranstaltet vom Verein der Kunst- und Denkmalpflege, statt. 2006/2007 war die alte Form, unter Verwendung von EU-Fördermitteln, wiederhergestellt und beherbergt eine Bed & Breakfast Pension. In der alten Hofanlage findet sich die Orgelwerkstatt Scheffler und die Kunst- und Baukeramik Golem, angrenzend ein kleiner Park.

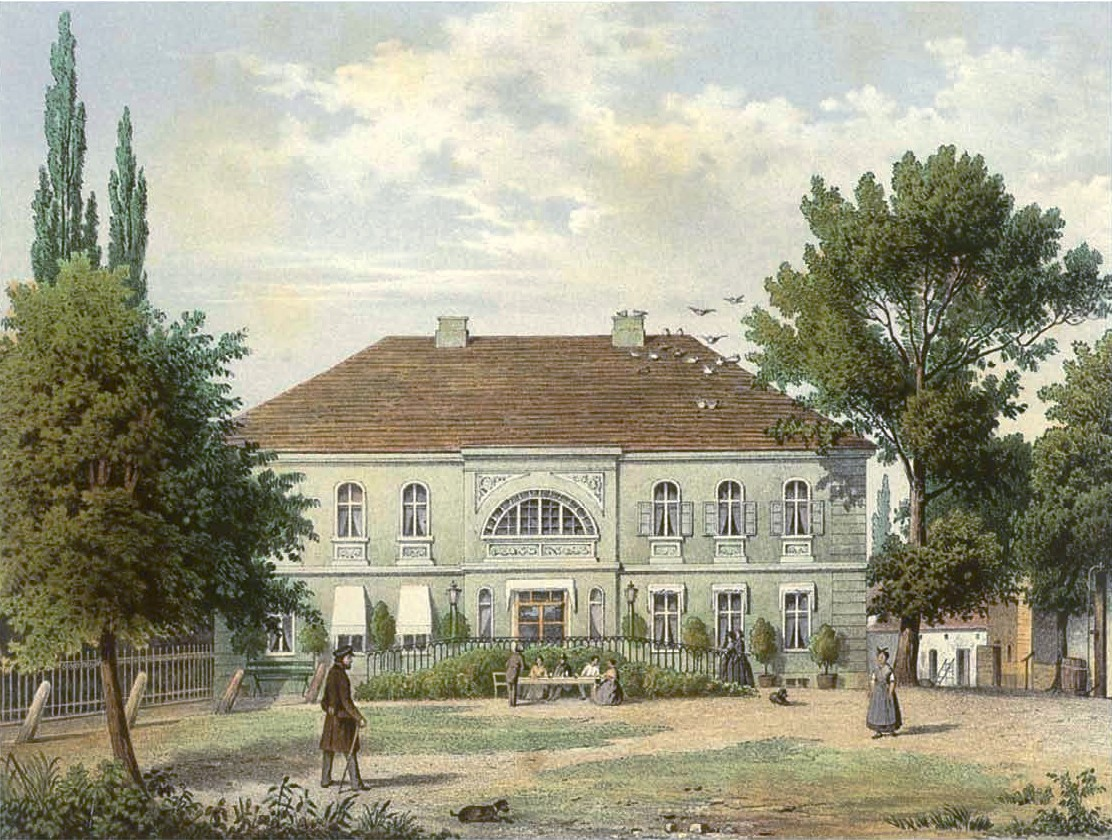
Gutshaus Sieversdorf, Sammlung Alexander Duncker

## Wirtschaft und Infrastruktur

### Wirtschaft
Im Ort es gibt diverse Firmen, die international bekannt sind, unter anderem die GOLEM GmbH Kunst- und Baukeramik, welche kunsthandwerklich und restauratorisch tätig ist und die Orgelwerkstatt Scheffler. Die Pension an der Orgelwerkstatt nimmt Pilger des Jakobsweges auf.

### Bildung
Eine Grundschule befindet sich in Briesen (Mark), des Weiteren besteht die Möglichkeit zum Schulbesuch in Müllrose. Weiterführende Schulen gibt es in Frankfurt (Oder) und Fürstenwalde/Spree.

### Vereine
- Verein „Kunst und Denkmalpflege auf Gut Sieversdorf e. V.“, Träger der Veranstaltungsreihe „Sieversdorfer Konzerte“
- Verein „Alte Schule“ zur Pflege dörflicher Tradition
- Sieversdorfer Dorfchor
- Verein „Feuerwehrverein Sieversdorf e. V.“